# Ponce IV de Ampurias
Ponce IV de Ampurias o Ponce Hugo III de Ampurias (v 1205-1269) fue el XIX conde de Ampurias (1230-1269).
Hijo de Hugo IV de Ampurias y de María de Vilademuls, heredó el condado de Ampurias a la muerte de su padre, sucedida en 1230.
Su condado continuó bajo la crisis económica que ya padecía en tiempos de su padre y, para intentar paliarla, en 1231 vendió tierras y alodios al abad de Santa María de Roses, cedió feudos al vizconde de Rocabertí y realizó permutas: las más notables fueron la cesión al conde-rey de Barcelona de unas tierras del Rosellón a cambio de la población de Banyuls-sur-Mer (1248).
En unión de Pedro Nolasco fundó en 1238, en Castellón de Ampurias, el convento de la Merced y fue protector del monasterio de San Quirico de Colera.
Participó, con su padre, en la conquista de Mallorca en 1228-1230 y, en solitario, conquistó Valencia.
Fue consejero real y participó en las Cortes de Monzón en 1236, así como en las de los catalanes en 1251, donde rindió homenaje al infante Pedro como heredero de la Corona de Aragón. En 1246 fue embajador en Túnez y, en 1264, en Francia, junto con el obispo de Barcelona.
Se casó, en primeras nupcias, con Teresa Fernández de Lara, hija del conde Fernando Núñez de Lara, con la cual tuvo cuatro hijos:
- Hugo V de Ampurias (v 1240-1277), conde de Ampurias
- la infanta Sibila de Ampurias, casada con Ramón Folc V, vizconde de Cardona
- el infante Ponce Hugo de Ampurias
- la infanta Mayor de Ampurias

| Predecesor: Hugo IV | Conde de Ampurias 1230- 1269 | Sucesor: Hugo V |

- Datos: Q11700028